# Viscosia tenuissima
Viscosia tenuissima är en rundmaskart som beskrevs av Allgen 1959. Viscosia tenuissima ingår i släktet Viscosia och familjen Oncholaimidae. Inga underarter finns listade i Catalogue of Life.